# Marsa FC
Marsa FC je maltský fotbalový klub z města Marsa, které se nachází na severu země. Klub se v Maltese First Division 2008/2009 umístil na desátém místě a sestoupil do Maltese Second Division. Domácí dresy jsou modro-červené z červenýma pruhama, barva na cizích hřištích je modro-oranžová. Klub sídlí na stadionu Fortini Ground s kapacitou 17 000 diváků.

## Evropské poháry
| Sezona  | Pohár      | Kolo    | Země   | Klub        | Doma | Venku | Celkem |
| ------- | ---------- | ------- | ------ | ----------- | ---- | ----- | ------ |
| 1971-72 | Pohár UEFA | 1. kolo | Itálie | Juventus FC | 0-6  | 0-5   | 0-11   |

## Nejlepší hráči
- Nico Abela
- Minabo Asechemie
- Charles Brincat
- Graham Bencini

- Ivan Casha
- Dennis Cauchi
- Warren Chircop
- Michael Cutajar

- Anthony Ewurum
- Joe Farrugia
- Raymond Vella
- Emil Yantchev